# Triaenonyx chilensis
Triaenonyx chilensis is een hooiwagen uit de familie Triaenonychidae.